# Eranina argentina
Eranina argentina är en skalbaggsart som först beskrevs av Bruch 1911.  Eranina argentina ingår i släktet Eranina och familjen långhorningar.
Artens utbredningsområde är Paraguay. Inga underarter finns listade i Catalogue of Life.